# La Repubblica XL
la Repubblica XL è stato un mensile edito dal Gruppo Editoriale L'Espresso in sostituzione del settimanale Musica. Il primo numero è uscito il 25 agosto 2005 al prezzo speciale di 1 euro con una tiratura di 450 000 copie. L'ultimo numero, il 92, è stato pubblicato nel dicembre del 2013.

## Storia
Il nome del mensile richiama la scelta di realizzare un giornale di grande formato, "XL" appunto (ovvero "extra large"). Il mensile si occupava di musica, libri, cinema, videogame, hi-tech, fumetti, sport, tendenze, moda e viaggi, riprendendo i contenuti da un lato del supplemento settimanale Musica! Rock & Altro (edito dal 22 marzo 1995, poi rinominato Musica di Repubblica dal 29 maggio 2003 alla chiusura nel dicembre 2004), dall'altro del mensile Tutto Musica, edito da Mondadori, da cui provenivano sia il primo direttore Laura Gnocchi (direttore anche de Il Venerdì di Repubblica) che il curatore e direttore responsabile Luca Valtorta.
Nel settembre del 2009 il giornale ha subito un radicale restyling con l'introduzione di nuove sezioni (Volume, che trattava di musica; Videodrome, che parlava di cinema, fumetto e arti visive; Selecter, la parte finale del giornale dedicata alle recensioni).
Nel marzo 2010 XL dà vita alla sua versione social su Facebook realizzando reportage da festival, eventi e concerti di cui è partner (Heineken Jammin' Festival e Italia Wave per la musica, per il cinema la Mostra del Cinema di Venezia e per il fumetto Lucca Comics & Games, Romics, Mantova Comics, Napoli Comicon fra gli altri).
Nel settembre 2013 l'editore comunica la chiusura della rivista cartacea, a causa dei tagli previsti all'interno di tutto il gruppo: l'ultimo numero, il 92, viene pubblicato nel dicembre del 2013 con la copertina dedicata a Lou Reed.

## Rubriche
Tra le firme fisse della rivista ci sono stati Niccolò Ammaniti, il regista e scrittore visionario Alejandro Jodorowsky, Mika con una rubrica sull'Italia, Boosta, Carlo Lucarelli, il Trio Medusa, il creatore del cyberpunk Bruce Sterling e lo scrittore punk Marco Philopat.